# Jules Blangenois
Jules Blangenois (Doornik, 28 april 1870 – Brussel, 29 juli 1957) was een Belgisch componist en dirigent. Hij componeerde ook onder het pseudoniem Banon Jemy.

## Leven
Tijdens zijn schooltijd gaat hij ook naar de muziekschool van Doornik. Blangenois doet zijn studies aan het Koninklijk Muziek-Conservatorium te Brussel in het hoofdvak trombone en in de theoretische vakken. Tot zijn leraren behoren Flon, Ruhlmann en Paul Gilson.
Ondertussen is hij 1e trombonist aan de Muntschouwburg te Brussel, een functie die hij 11 jaar houdt. In 1896 wordt hij docent voor tuba en trombone aan het Conservatorium te Verviers. Eveneens treedt hij met diverse orkesten in België en Frankrijk als solist op. Verder musiceert hij in de operaorkesten van Gent en Lyon, Frankrijk alsook als solo trombonist in de Musique de Garde Civique te Elsene. In 1930 stopt hij met de werkzaamheden als docent in Verviers. Hij schrijft meerdere artikelen over harmonie- en fanfareorkesten en hun muziek in verschillende dagbladen en magazines, onder andere ook in de La Revue Musicale Belge.
Blangenois was dirigent in talrijke harmonie- en fanfareorkesten, onder andere van het fanfareorkest Cercle Instrumental te Brussel.

## Composities

### Werken voor harmonie- en fanfareorkest
- A Travers Champs, processiemars
- Ça ira
- Carnaval à Bruxelles
- Caecilia
- Flamants-Walon en avant
- France et Belgique
- Gamin Bruxellois
- Goodbye
- Joyeux Retour
- Jusqu'au Bout
- Liberté
- Lille
- Marche Polonaise, concertmars
- Nativité
- Neiges Printanières
- Noces Princières
- Polonaise de Concert
- Promenade Persane
- Sainte Agnès
- Sainte Monique
- Sainte Wivine
- Salut au Drapeau
- Song d'Amour
- Soir d'Eté
- Spera in Deo, religieuze mars
- Stapedaf
- Par File à Droite
- Un Centinaire
- Vieux Bruxelles

### Publicaties
- 1932 A la mémoire de l'ami Franc Delmas (1886-1931)
- 1934 La fanfare - Traité de l'accord des instruments à Pistons et à Coulisse

- International Standard Name Identifier: 0000 0000 7354 8668
- MusicBrainz: 498f330b-1dab-43d1-8ff7-02f0aa5ef3e4
- Virtual International Authority File: 103249029